# Mas Angelats i Capella de Santa Isabel d'Hongria
Mas Angelats i Capella de Santa Isabel d'Hongria és un conjunt de Campelles (Ripollès) protegit com a Bé Cultural d'Interès Local.

## Descripció
La capella forma part d'un conjunt edificis presidit per un gran volum principal d'habitatge en format per dos cossos de tres plantes simètrics respecte un nucli d'unió que queda en segon pla respecte de dos volums sortints. El conjunt es troba abandonat.
La capella neoromànica està dedicada a Santa Isabel d'Hongria.